# Kojo Oppong Nkrumah
Kojo Vincent Oppong Nkrumah est né le 5 avril 1982, est un homme politique et avocat ghanéen,,. Il est député de la Ofoase-Ayirebi (en),,. Il a précédemment occupé le poste de ministre de l'Information à partir de novembre 2018, puis celui de ministre des Travaux publics et du Logement pendant le mandat du NPP,.

## Début de la vie
Nkrumah est né à Koforidua, dans la région orientale du Ghana. Ses parents sont Kwame Oppong Nkrumah et Felicia Oppong Nkrumah. Sa mère était enseignante et son père était d'abord enseignant avant de devenir banquier. Il est originaire d'Akim Anyinase.

## Éducation
Nkrumah a fait ses études primaires à l'école Sainte Bernadette Soubirous à Dansoman (en), a poursuivi ses études au Lycée et petit séminaire Pope John (en) de Koforidua, et a ensuite étudié à l'université de Cape Coast, où il a obtenu une licence en commerce. En 2012, il a obtenu un MBA en marketing de l'Université du Ghana, Legon. En 2014, il a obtenu un baccalauréat en droit (LLB) à la Faculté de droit du GIMPA après deux années d'études. En 2016, il a été admis au barreau en tant qu'avocat et solicitor de la Cour suprême du Ghana.
Avant de se lancer dans sa carrière juridique, il avait entrepris et terminé avec succès une bourse auprès de l’African Leadership Initiative. Cette expérience a non seulement enrichi ses connaissances et sa perspective, mais a également contribué de manière significative à sa croissance personnelle et professionnelle,.
Pour redonner à la société, Nkrumah a fondé le Fonds pour l’éducation et le développement des compétences Oppong Nkrumah en 2017 afin de fournir un soutien à l’éducation et au développement des compétences aux jeunes de sa circonscription. En 2022, le fonds a accordé des bourses à plus de 300 bénéficiaires dans différents établissements d’enseignement supérieur du pays.

## Carrière
Nkrumah a commencé sa carrière en tant qu'analyste de trésorerie chez British American Tobacco en 2006. Il a ensuite rejoint Joy FM (en) en tant que journaliste de radiodiffusion, animant le Super Morning Show après le départ de l'animateur Komla Dumor. En 2014, Nkrumah a quitté la radiodiffusion pour créer une société d'investissement, West Brownstone Capital. En 2016, il est devenu avocat et a exercé chez Kulendi, Attafuah et Amponsah.
Il a été sélectionné comme l'un des 115 jeunes leaders mondiaux pour 2020 par le Forum économique mondial,.

## Politique
En 2015, il a participé et remporté les primaires parlementaires du NPP pour la circonscription de Foase-Ayirebi (en) dans la région orientale du Ghana,.
Il a ensuite remporté ce siège parlementaire lors des élections générales ghanéennes de 2016. Il est le ministre de l'Information ayant occupé ce portefeuille le plus longtemps, de 2018 à février 2024, avant d'être nommé ministre des Travaux publics et du Logement la même année,,,,,.
Il a également été membre des comités des finances et de la constitution des 7e et 8e Parlements du Ghana.
En août 2023, Kojo Oppong Nkrumah, en tant que ministre de l’Information, a exhorté les OSC et les Moyens de communication (en) à soutenir les efforts de résolution diplomatique de la crise au Niger.
En janvier 2024, il a été maintenu comme candidat parlementaire du Nouveau Parti patriotique pour la circonscription d'Ofoase-Ayirebi (en).
Il a ensuite remporté les élections parlementaires lors des élections générales ghanéennes de 2024, recueillant 18 601 du total des votes valides,,.

## Vie personnelle
Kojo est marié à Akua et ils sont tous deux des chrétiens dévoués. Ils ont quatre enfants jusqu'à présent, Kwaku, Afua, Araba et Kofi,.

## Philanthropie
En mars 2020, Kojo Nkrumah a fait don de diverses fournitures de protection individuelle et sanitaires à deux établissements de santé à Akyem Oda , Ofoase-Ayirebi (en)et  dans la région de l'Est pour lutter contre le COVID 19. Les articles donnés, qui comprenaient des désinfectants pour les mains à base d'alcool, des thermomètres à pistolet, des Seau Véronique (en), des gants d'examen, des masques faciaux, des bassines de lavage, du savon liquide et du papier de soie, ont été remis à l'hôpital public d'Oda et à la direction de la santé du district d'Akyemansa,,.
Le ministre de l'Information Kojo Oppong Nkrumah a offert un système de sonorisation au palais Gbewaa à Yendi, situé dans la région du Nord, le 5 août 2021. Ce don a été fait pour honorer une promesse que le ministre avait faite à Ya Na Abukari Mahama II, le suzerain de la zone traditionnelle de Dagbon, lors d'une tournée de travail dans le nord du Ghana plus tôt cette année-là,.
Kojo Nkrumah et sa famille ont fait un don aux prisons de Nsawam lors de la célébration de son 42e anniversaire avec des articles importants tels que du riz, des haricots, du gari, des sachets d'eau, des rouleaux de printemps, de la lessive, de l'huile et des fournitures médicales le 5 avril 2024,.